# Slišane
Slišane (cyr. Слишане) – wieś w Serbii, w okręgu jablanickim, w gminie Lebane. W 2011 roku liczyła 145 mieszkańców.